# Hôtel Berolina
L'hôtel Berolina était un hôtel sur la Karl-Marx-Allee à Berlin en Allemagne, de 1963 à 1996. Il était situé en retrait de la rue, derrière le Kino International.

## Histoire
L'hôtel est construit de 1961 à 1963 dans le cadre de la deuxième phase de construction de la Karl-Marx-Allee, sur la base d'un projet de Josef Kaiser, Günter Kunert et d'autres.
Le bâtiment de 13 étages comptait 375 chambres, un hôtel-restaurant de 200 places, un restaurant spécial au sous-sol, un café au dernier étage, ainsi que des salles de réunion et de conférence. L'immeuble se trouvait entre la Weydemeyerstrasse et la Berolinastrasse. Bien qu'il ne soit pas vraiment sur la Karl-Marx-Allee, son adresse postale était Karl-Marx-Allee 31, tout comme le bâtiment actuel qui lui a succédé.
Le bâtiment est construit d'un bloc de béton monolithique jusqu'au premier étage inclus, puis les étages supérieurs sont édifiés dans le style Plattenbau. Le hall de l'hôtel et l'entrée avec l'allée couverte sont pourvus d'une structure en acier vitrée de grande surface. On trouvait un espace de vente à l'arrière du bâtiment. La façade de l'hôtel était recouverte de carreaux de travertin aux premier et deuxième étages, et de carreaux de céramique bleue aux étages supérieurs.
L'hôtel Berolina ouvre en 1964 et est géré par la Handelsorganisation. En 1965, il devient un Interhotel. En 1990, Interhotel devient Interhotel AG, qui continue à exploiter l'hôtel Berolina. Le 31 décembre 1995, l'hôtel ferme, et le bâtiment, bien que classé, est démoli en 1996. Au même endroit, le nouveau propriétaire, le groupe d' entreprises estonien Trigon, fait construire de 1996 à 1998 un gratte-ciel de 14 étages selon les plans de l'association d'architectes Bassenge, Heinrich, Puhan-Schulz. L'architecture du nouveau bâtiment est basée sur l'ancien hôtel et abrite désormais l'hôtel de ville de Berlin-Mitte.
Il y a quelques hôtels et restaurants dans et autour de Berlin qui portent le nom de Berolina, mais ils ne sont pas liés à l'hôtel.

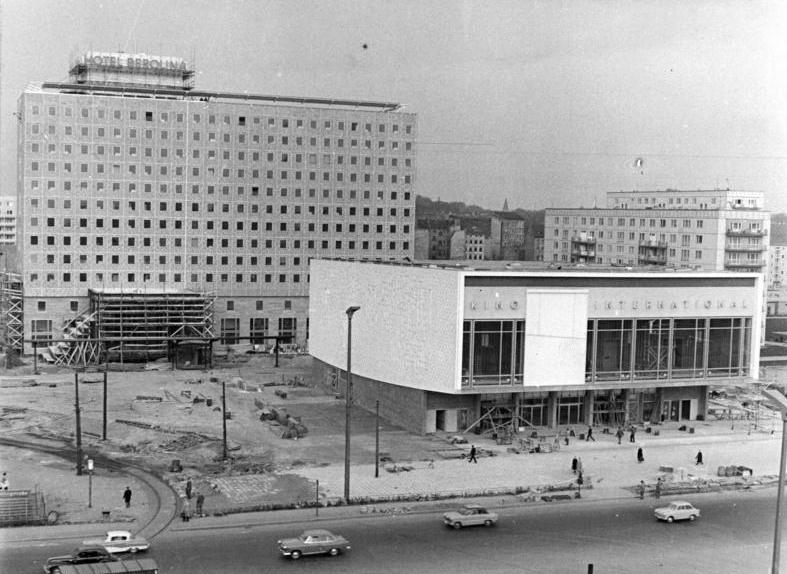
L'hôtel Berolina en construction ; il précède le Kino International (1963).
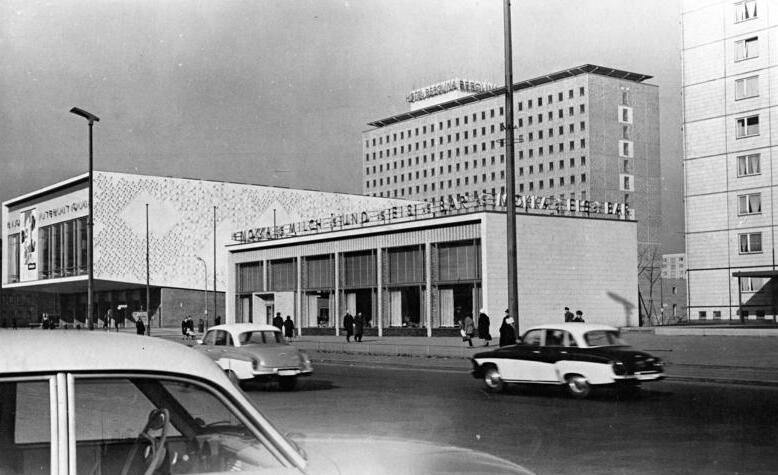
L'hôtel Berolina en arrière-plan ; devant, le Kino International et le Mokka-Milch-Eisbar (1964).
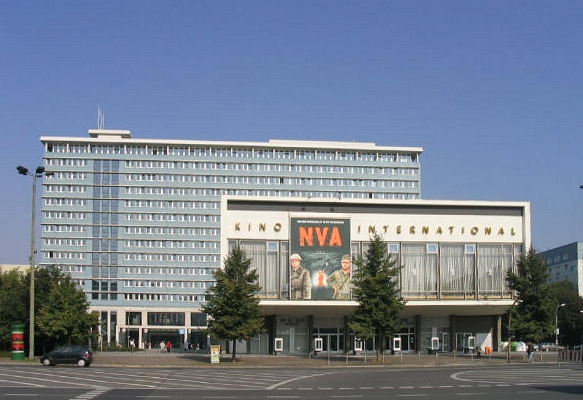
La Mairie de Berlin-Mitte, sur le site de l'ancien hôtel Berolina (2005).